# 電鉄石田駅
電鉄石田駅（でんてついしだえき）は、富山県黒部市岡にある富山地方鉄道本線の駅である。駅番号はT26。

## 歴史
- 1937年（昭和12年）5月31日：石田第二信号所として開設。
  - 「第二」となっているのは、電鉄桜井駅（現在の電鉄黒部駅）寄りに石田信号所（石田線との平面交差地点。電鉄石田駅開業時に廃止）が存在していたためである。
- 1940年（昭和15年）6月1日：富山電気鉄道の電鉄石田駅として開業。
  - 電鉄を付けたのは、石田港駅と区別するためであるとされる。
- 1943年（昭和18年）1月1日：会社統合により、富山地方鉄道の駅となる。
- 1958年（昭和33年）4月25日：駅舎を改築[1]。
- 1998年（平成10年）3月30日：ATS設置[2]。

1930年（昭和5年）より付近に石田港開発のために黒部鉄道の石田港線が営業していたが、ルートが並行する富山電気鉄道が開通した後は、富山電気鉄道へ譲受を経て廃線となった。

## 駅構造
相対式ホーム2面2線を持つ地上駅で、列車交換が可能。無人駅である。

### のりば
| のりば | 路線  | 方向 | 行先                             |
| ------ | ----- | ---- | -------------------------------- |
| 1      | ■本線 | 下り | 電鉄黒部・新黒部・宇奈月温泉方面 |
| 2      | ■本線 | 上り | 新魚津・上市・電鉄富山方面       |

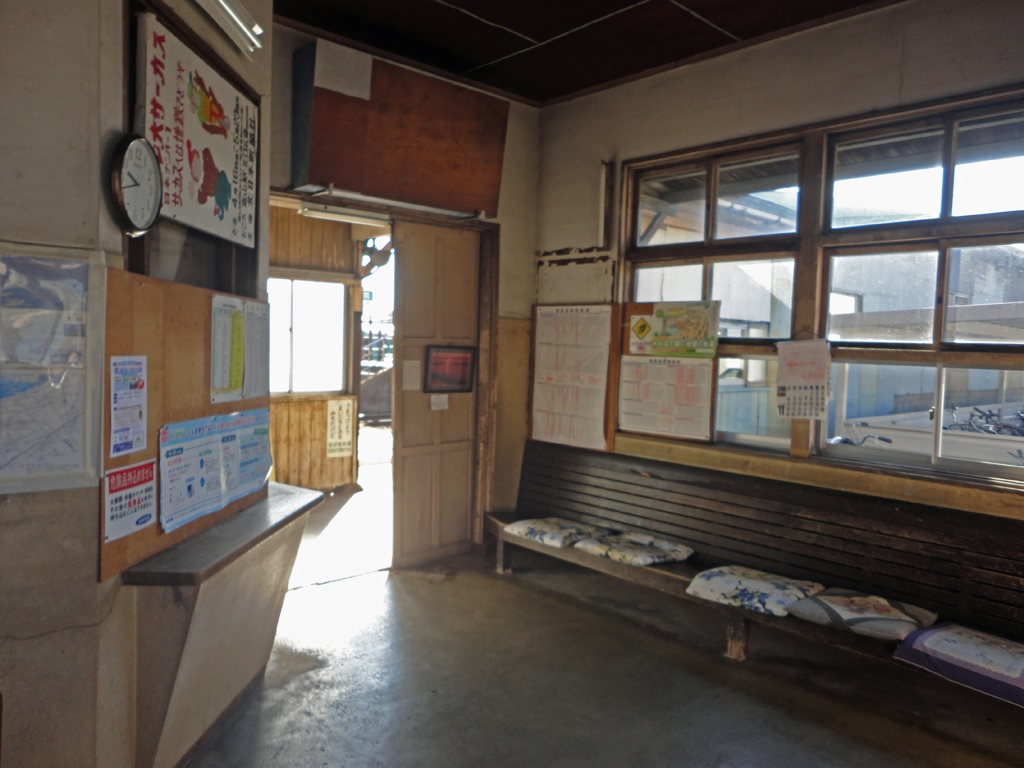
駅舎内（2018年11月）
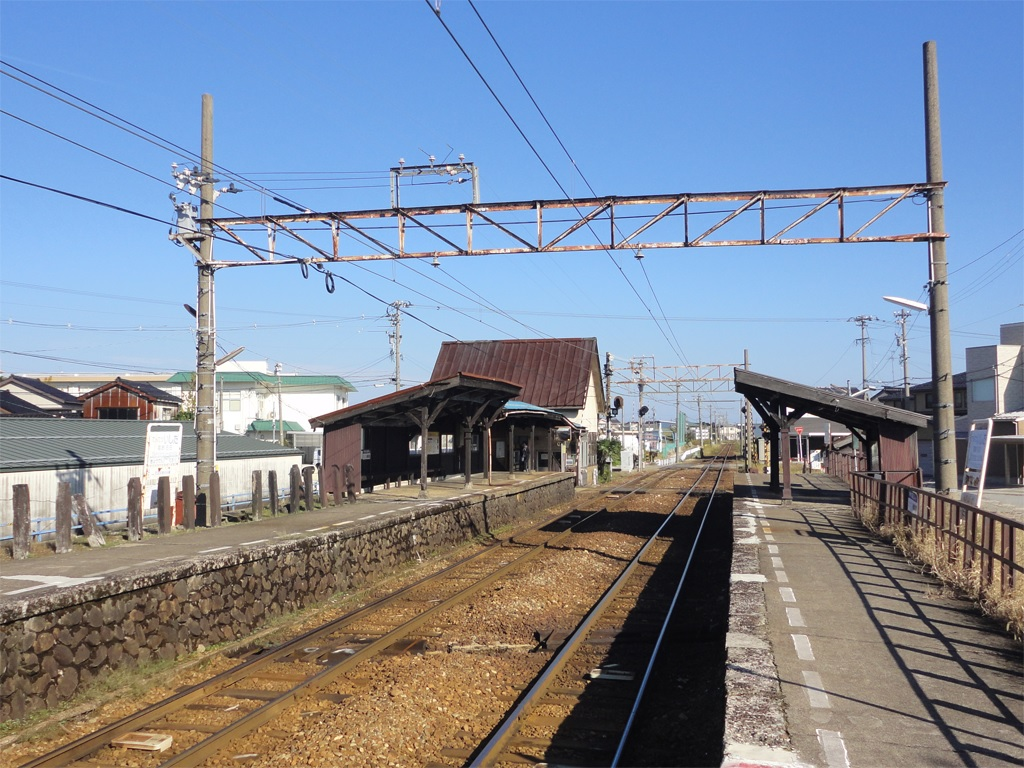
ホーム（2018年11月）

## 利用状況
「統計黒部」によると、2019年度の一日平均乗降人員は250人であった。なお、2003年度以降の乗降人員は以下の通りである。
| 年度   | 一日平均 乗降人員 |
| ------ | ----------------- |
| 2003年 | 252               |
| 2004年 | 263               |
| 2005年 | 269               |
| 2006年 | 276               |
| 2007年 | 279               |
| 2008年 | 276               |
| 2009年 | 257               |
| 2010年 | 258               |
| 2011年 | 256               |
| 2012年 | 257               |
| 2013年 | 254               |
| 2014年 | 252               |
| 2015年 | 262               |
| 2016年 | 255               |
| 2017年 | 277               |
| 2018年 | 282               |
| 2019年 | 250               |
| 2020年 | 199               |
| 2021年 | 197               |
| 2022年 | 213               |

## 駅周辺
東側には黒部市石田地区（かつての石田村）の住宅が立ち並んでおり、駅前の通り（富山県道123号石田停車場線）には菓子店、食料品店など数軒が並んでいる。西側には田園と旧日鉱社宅から始まった少し新しい住宅地がJX金属黒部ガルバ株式会社の敷地（旧三日市精錬所）のカドミ汚染田跡地に行き着くまで広がる。
駅前から東に富山湾に向い、富山県道2号魚津生地入善線を横断して行くと石田フィッシャリーナに出る。夏季には石田浜海水浴場が運営される。
- 石田郵便局
- 黒部警察署石田駐在所
- 黒部市立石田小学校
- 黒部市立石田こども園
- 富山県立黒部学園
- 富山県立にいかわ総合支援学校
- 北星ゴム工業本社
- 富山県自動車学園 黒部自動車学校
- 黒瀬川

## 隣の駅
富山地方鉄道
■本線
■アルペン特急
通過
■急行（上りのみ運転）・■普通
経田駅 (T25) - 電鉄石田駅 (T26) - 電鉄黒部駅 (T27)